# Cyligramma intellecta
Cyligramma intellecta là một loài bướm đêm trong họ Noctuidae.